# Wydział Geoinżynierii Uniwersytetu Warmińsko-Mazurskiego
Wydział Geoinżynierii Uniwersytetu Warmińsko-Mazurskiego w Olsztynie – jeden z 15 wydziałów Uniwersytetu Warmińsko-Mazurskiego w Olsztynie. Kształci studentów na studiach stacjonarnych oraz niestacjonarnych.  
Jeden najstarszych wydziałów Uniwersytetu Warmińsko-Mazurskiego w Olsztynie. W obecnej formie funkcjonuje od 2019 roku, zgodnie z Zarządzeniem Rektora UWM w Olsztynie, w ramach zmian organizacyjnych Uniwersytetu, w strukturę Wydziału Geodezji, Inżynierii Przestrzennej i Budownictwa włączono wydział Nauk o Środowisku. Od 1 stycznia 2020 Wydział przyjął nazwę Wydziału Geoinżynierii. Wydział posiada uprawnienia do nadawania stopni naukowych doktora habilitowanego i doktora w dziedzinie nauk technicznych w dyscyplinie geodezja i kartografia. W tym też zakresie realizuje studia doktoranckie. 

## Historia Wydziału

### Nauki geodezyjne
Ideę utworzenia Wydziału Geodezyjnego zawdzięcza się przedstawicielom olsztyńskich instytucji geodezyjnych reprezentowanych przez mgr inż. Klemensa Janiszewskiego, Czesława Jaworskiego i inż. Wacława Sajkowskiego. Wysunięta przez nich inicjatywa, spotkała się z poparciem ówczesnych władz Wyższej Szkoły Rolniczej i jej władze, JM Rektora prof. Eugeniusza Grabdę i prorektorów prof. dr Hjalmara Ugglę i prof. dr Dominika Wanica oraz z uznaniem i pomocą władz wojewódzkich w osobie Wojewody Olsztyńskiego, inż. Mariana Gotowca. Zaowocowało to utworzeniem 1 października 1960 roku Zawodowego Studium Geodezji Urządzeń Rolnych, w którym odbyła się pierwsza rekrutacja kandydatów na studia z zakresu geodezji i urządzeń rolnych. Następnie przyjęto za priorytet pozyskanie dla Studium niezbędnej kadry naukowo-dydaktycznej. Dzięki pomocy Wydziału Geodezji i Kartografii Politechniki Warszawskiej w Olsztynie pracę rozpoczęli pierwsi naukowcy: dr inż. Witolda Senissona i mgr inż. Andrzeja Hopfera. W latach 1960–1963 pracownikami Zawodowego Studium Geodezji i Urządzeń Rolnych zostali absolwenci Wydziału Geodezji i Kartografii Politechniki Warszawskiej: mgr inż. Włodzimierz Lubomir Baran, mgr inż. Mirosław Graliński, mgr inż. Stanisław Goraj, mgr inż. Kazimierz Borkowski, mgr inż. Kazimierz Przybyłowski i mgr inż. Alojzy Wasilewski. 
3 grudnia 1967 r. przekształcono Studium Geodezji Urządzeń Rolnych w Wydział Geodezji Urządzeń Rolnych (WGUR), a 1 września 1970 r. zmieniono jego nazwę na Wydział Geodezji i Urządzeń Rolnych (WGiUR). 26 listopada 1971 r. Wydział uzyskał pierwsze uprawnienia do nadawania stopni naukowych doktora nauk technicznych i doktora nauk rolniczych z zakresu gleboznawstwa.
Wydział wyróżniał się nowatorską strukturą organizacyjną autorstwa pierwszego Dziekana Wydziału, dr inż. Witolda Senissona. Wyodrębniono trzy wyraźne piony: dydaktyczny (wyodrębniono w nim katedry jako jednostki wyłącznie dydaktyczne), naukowo-badawczy (tu tworzono zespoły problemowe) i techniczny (tworzyły go ogólnowydziałowe laboratoria specjalistyczne). Utworzono następujące Katedry:
- Katedra Geodezji (kierownik dr inż. Witold Senisson),
- Katedra Geodezji Wyższej i Fotogrametrii (kierownik dr inż. Lubomie Włodzimierz Baran),
- Katedra Geodezyjnych Urządzeń Rolnych (kierownik prof. Walery Fedorowicz),
- Katedra Przyrodniczych Podstaw Rolnictwa (kierownik doc. dr hab. Teofil Mazur),
- Katedra Matematyki i Statystyki Matematycznej (kierownik prof. dr Franciszek Indan).

1 października 1972 r., wraz z przekształceniem Wyższej Szkoły Rolniczej w Akademię Rolniczo-Techniczną, otworzono Planetarium Lotów Kosmicznych. Z kolei 11 września 1978 r. oddano do użytku Obserwatorium Satelitarne w Lamkówku k. Barczewa oraz Obserwatorium Astronomiczne w Olsztynie. 1 lipca 1989 r. Wydział uzyskał uprawnienia do nadawania stopnia naukowego doktora habilitowanego nauk technicznych w dyscyplinie geodezja i kartografia. Natomiast 1 września 1992 r. dokonano zmiany ostatniej nazwy Wydziału na Wydział Geodezji i Gospodarki Przestrzennej (WGiGP). 1 października 1997 r. nastąpiło uruchomienie kierunku gospodarka przestrzenna, a rok później informatyki, która w 2001 r. została przeniesiona na nowo powstały Wydział Matematyki i Informatyki. 1 września 1999 r. po połączeniu trzech szkół wyższych w Uniwersytet Warmińsko-Mazurski również WGiGP znalazł się w jego strukturze.
Natomiast 1 stycznia 2015 roku zmieniono nazwę jednostki na Wydział Geodezji, Inżynierii Przestrzennej i Budownictwa, a Wydział przejął od Wydziału Nauk Technicznych kształcenie na kierunkach związanych z budownictwem. Na koniec 2019 wydział prowadził kształcenie na 4 kierunkach: Budownictwo, Geodezja i kartografia, Gospodarka przestrzenna, Inżynieria informacji.

### Nauki związane ze środowiskiem
W roku 1951 utworzono w ówczesnej Wyższej Szkole Rolniczej Wydział Rybacki, kształcący kadry dla potrzeb rybołówstwa morskiego oraz rybactwa śródlądowego. Wydział posiadał w latach 50. i 60. pełne prawa akademickie, najlepszą w kraju rybacką kadrę naukową i program kształcenia. W latach 1966–1968 katedry specjalizujące się w problematyce morskiej zostały przeniesione do Wyższej Szkoły Rolniczej w Szczecinie, gdzie utworzono Wydział Rybactwa Morskiego i Technologii Żywności. Z pozostałych w Olsztynie czterech katedr: Rybactwa, Limnologii, Ichtiologii oraz Ekonomiki Przedsiębiorstw Rybackich, powołano przy Wydziale Zootechnicznym Oddział Rybactwa Śródlądowego. W 1970 roku z inicjatywy profesora Przemysława Olszewskiego i kadry naukowej, przy poparciu Ministerstwa Ochrony Środowiska i Zasobów Naturalnych, na bazie Oddziału i przeniesionej z byłego Wydziału Zootechnicznego Katedry Zoologii, zarządzeniem Ministerstwa Oświaty i Szkolnictwa Wyższego został powołany Wydział Ochrony Wód i Rybactwa Śródlądowego. Z dniem 31 stycznia 1997 roku Wydział zmienił swoją dotychczasową nazwę i przekształcił się w Wydział Ochrony Środowiska i Rybactwa, co odpowiadało faktycznemu profilowi kształcenia i prowadzonych badań. Jednak od 1 maja 2012 roku wraz z rozwojem oferty dydaktycznej, rozwojem obszarów badawczych, potencjałem naukowym kadry i z przyjętą strategią rozwoju Wydział przyjął nazwę Wydział Nauk o Środowisku.
Na koniec 2019 wydział prowadził kształcenie na 3 kierunkach: Inżynieria środowiska, Rybactwo, Turystyka i rekreacja.

### Połączone jednostki
W wyniku przeprowadzonej w 2018 roku przez ustawodawcę reformy i wejściem w życie ustawy z dnia 20 lipca 2018 Prawo o szkolnictwie wyższym i nauce, wprowadzającej ograniczenia liczby dyscyplin naukowych, 1 stycznia 2020 został powołany Wydział Geoinżynierii, z połączenia dotychczas dwóch funkcjonujących samodzielnie jednostek naukowych: Wydziału Geodezji, Inżynierii Przestrzennej i Budownictwa oraz Wydziału Nauk o Środowisku (kierunek Rybactwo został włączony w struktury Wydziału Bioinżynierii Zwierząt).
Na Wydziale prowadzone są badania i zajęcia w zakresie dyscyplin naukowych: geografia społeczno-ekonomiczna i gospodarka przestrzenna, inżynieria lądowa i transport oraz inżynieria środowiska, górnictwo i energetyka, prowadzone w 3 jednostkach: Instytut Inżynierii i Ochrony Środowiska, Instytut Geodezji i Budownictwa, Instytut Gospodarki Przestrzennej i Geografii.

## Organizacje studenckie
Lista:
- Koło Naukowe Analiz Przestrzennych GeoGIS,
- Geoinformatyczne Koło Naukowe „GEKON”,
- Międzynarodowe Koło Naukowo-Badawcze GIScode,
- Międzynarodowe Koło Naukowe Geomatyki i Nawigacji Satelitarnej „GeoSiN”,
- Koło Naukowe Geodetów SCITUS,
- Naukowe Koło Studentów Geodezji i Kartografii „NADIR”,
- Ogólnopolski Klub Studentów Geodezji oddział w Olsztynie,
- Koło Naukowe Fotogrametrii i Teledetekcji,
- Koło Naukowe Inżynierów Budownictwa i Środowiska,
- Naukowe Koło Mikrobiologów Molekularnych „COCCUS”,
- Koło Naukowe Ekologów,
- Koło Naukowe EKSPERT,
- Koło Naukowe EGEA OLSZTYN,
- Koło Naukowe Gospodarki Przestrzennej,
- Naukowe Koło Badań Podwodnych „Hydronautic”,
- Koło Naukowe Pasjonatów BIM „KRESKA”,
- Naukowe Koło Limnologów,
- Studenckie Koło Naukowe „OIKOS”,
- Naukowe Koło Olfaktometryczne,
- Studenckie Koło Naukowe Turystyki i Rekreacji „Voyager”,
- Koło Naukowe Gospodarki Nieruchomościami.

## Kierunki kształcenia
Dostępne kierunki:
- Geodezja i kartografia (studia I i II stopnia)
- Geoinformatyka (studia I stopnia)
- Gospodarka przestrzenna (studia I i II stopnia)
- Budownictwo (studia I i II stopnia)
- Inżynieria środowiska (studia I i II stopnia)
- Turystyka i rekreacja (studia I i II stopnia)

## Poczet Dziekanów
1. dr inż. Witold Senisson (1967–1969)
2. prof. dr hab. inż. Lubomir Włodzimierz Baran (1969–1975)
3. prof. dr hab. inż. Andrzej Hopfer (1975–1978)
4. prof. dr hab. inż. Lubomir Włodzimierz Baran (1978–1981)
5. prof. dr hab. inż. Kazimierz Sikorski (1981–1990)
6. prof. dr hab. inż. Idzi Gajderowicz (1990–1992)
7. prof. dr hab. inż. Lubomir Włodzimierz Baran (1992–1999)
8. prof. dr hab. inż. Ryszard Źróbek (1999–2005)
9. dr hab. inż. Krzysztof Świątek (2005–2012)
10. dr hab. inż. Radosław Wiśniewski (2012–2017)
11. prof. dr hab. inż. Paweł Wielgosz (2017–2020)
12. dr hab. inż. Dariusz Popielarczyk (od 2020)

## Władze wydziału
W kadencji 2024–2028:
| Stanowisko                 | Imię i nazwisko                   |
| -------------------------- | --------------------------------- |
| Dziekan                    | dr hab. inż. Dariusz Popielarczyk |
| Prodziekan ds. rozwoju     | dr inż. Jacek Zabielski           |
| Prodziekan ds. kształcenia | dr hab. inż. Urszula Filipkowska  |
| Prodziekan ds. studenckich | dr inż. Krzysztof Rząsa           |

## Struktura organizacyjna

### Instytut Geodezji i Budownictwa
Dyrektor: dr hab. inż. Jacek Rapiński
- Katedra Budownictwa Ogólnego i Fizyki Budowli
- Katedra Geodezji
- Katedra Geoinformacji i Kartografii
- Katedra Inżynierii Budowlanej
- Katedra Mechaniki i Konstrukcji Budowlanych
- Centrum Diagnostyki Radiowej Środowiska Kosmicznego

### Instytut Gospodarki Przestrzennej i Geografii
Dyrektor: dr hab. inż. Adam Senetra
- Katedra Nieruchomości i Studiów Miejskich
- Katedra Gospodarki Przestrzennej
- Katedra Geografii Społeczno-Ekonomicznej

### Instytut Inżynierii i Ochrony Środowiska
Dyrektor: prof. dr hab. inż. Marcin Dębowski
- Katedra Biotechnologii w Ochronie Środowiska
- Katedra Inżynierii Środowiska
- Katedra Inżynierii Ochrony Wód i Mikrobiologii Środowiskowej
- Katedra Turystyki, Rekreacji i Ekologii

### Centrum Inżynierii Lądowej
Kierownik: dr hab. inż. Jacek Katzer